# Koi ni Ochite
"Koi ni Ochite" (恋におちて) é um single da banda de rock japonesa SID, lançado em 10 de abril de 2013 pela Ki/oon Music. Foi lançado em três edições: a regular com apenas o CD de 3 faixas, e as limitadas A e B com um DVD contendo o videoclipe de "Koi ni Ochite" e uma filmagem ao vivo de "Café de Bossa" em Taiwan, esta que difere entre as versões A e B. 

## Promoção e lançamento
Os detalhes do single foram anunciados no início de fevereiro de 2013.

## Composição e recepção
"Koi ni Ochite" foi composta pelo baixista Aki, com a letra escrita por Mao como de costume. O website CD Journal descreveu-a tendo uma "melodia cativante, de acordes menores" e "que lembra as músicas pop da Showa". Ele também elogiou os vocais de Mao na faixa de lado B, "Zetsubō no Hata", que foi composta por Shinji. A Tower Records chamou-a de "uma peça que condensa o charme de Sid."

## Desempenho comercial
Alcançou a quarta posição na Oricon Albums Chart semanal e ficou na parada por seis semanas. De acordo com o ranking de vendas da Oricon, é o 16° single mais vendido da banda. Na parada de singles de rock e pop japoneses da Tower Records, estreou em 7°.

## Faixas
Todas as letras escritas por Mao. 
| N.º            | Título                                                      | Música         | Duração |  |
| 1.             | "Koi ni Ochite" (恋におちて)                                | Aki            | 4:11    |  |
| 2.             | "Zetsubō no Hata" (絶望の旗)                                | Shinji         | 3:45    |  |
| 3.             | "Cafe de Bossa" (Live from TOUR 2012『M&W』extra in Taiwan) | Yūya           | 4:24    |  |
| Duração total: | Duração total:                                              | Duração total: | 12:21   |  |

## Ficha técnica
- Mao – vocal
- Shinji – guitarra
- Aki – baixo
- Yūya – bateria